# يوكيا أمانو
يوكيا أمانو (9 مايو 1946 - 22 يوليو 2019) دبلوماسي ياباني تولى رئاسة الوكالة الدولية للطاقة الذرية منذ 1 ديسمبر 2009. توفي 22 يوليو 2019. كان يشغل منصب المندوب الدائم لبلاده في الوكالة الدولية للطاقة الذرية حتى تم انتخابه مديراً عاماً لها. ولد في محافظة كاناغاوا في اليابان، وبدأ دراسته في جامعة طوكيو عام 1968. وبعد تخرجه من كلية الحقوق، ألتحق بوزارة الخارجية عام 1972.و قد خدم السيد يوكيا امانو في عدة سفارات لليابان وذلك في فينتيان و بروكسل و كذلك في واشنطن
كما انه شغل منصب القنصل العام لليابان في مرسيليا في عام 1997.
وتخصص في قضايا نزع السلاح والحظر النووي. ودرس في جامعة فرانش-كومتي ونيس الفرنسيتين بين عامي 1973 و1975.

## الوفاة
توفي يوكيا أمانو في 22 يوليو 2019. بعد صراع مع المرض.

## روابط خارجية
- يوكيا أمانو على موقع الموسوعة البريطانية (الإنجليزية)
- يوكيا أمانو على موقع مونزينجر (الألمانية)